# کالج شروبتسه
کالج شروبتسه (به لاتین: Sherubtse College) یک دانشگاه در بوتان (کشور) است که در تراشیگانگ واقع شده‌است.